# Сиодзаки, Ясухиса
Ясухиса Сиодзаки (яп. 塩崎恭久) — Генеральный секретарь правительства Японии в 2006—2007 годах при премьер-министре Синдзо Абэ. Дважды был депутатом нижней палаты и один раз — депутатом верхней палаты японского парламента. В 1997—1998 годах был заместителем министра финансов, в 2005 году занял должность первого заместителя министра иностранных дел.

## Биография и карьера
Ясухиса Сиодзаки родился 7 ноября 1950 года. В 1975 году он окончил факультет гуманитарных наук Токийского университета и начал работать в Банке Японии. В этой организации он работал более 11 лет, в то же время сумел окончить Гарвардский институт государственного управления им. Джона Ф. Кеннеди и получить в 1982 году степень магистра государственного управления.
Оставив службу в Банке Японии, Ясухиса Сиодзаки стал политическим ассистентом своего отца Дзюна Сиодзаки, который был депутатом, в 1982—1983 годах — министром экономического планирования, а в 1990 году — министром управления и координации (по другим сведениям — министром экономики, торговли и промышленности).
В 1993 году Сиодзаки принял участие выборах и стал депутатом нижней палаты японского парламента (Палаты представителей), а в 1995 году стал депутатом верхней палаты парламента (Палаты советников). В 1996 году он сначала возглавил комитет по бюджету, а затем — комитет по аудиту Палаты советников. В 1997—1998 годах Сиодзаки был заместителем министра финансов от парламента. В 1999 году он стал председателем судебного департамента Либерально-демократической партии Японии (ЛДПЯ) и руководителем судебного комитета Палаты советников.
В 2000 году Сиодзаки был избран депутатом Палаты представителей и стал председателем внешнеполитического департамента ЛДПЯ. В 2001 году он возглавил судебный комитет Палаты представителей. В 2002 году Сиодзаки стал председателем департамента казначейства и финансов ЛДПЯ, а в 2003 году — заместителем председателя ЛДПЯ. В 2004 году он вновь стал руководителем судебного комитета Палаты представителей.
В 2005 году Сиодзаки был назначен первым заместителем министра иностранных дел в правительстве Дзюнъитиро Коидзуми. В сентябре 2006 года Сиодзаки ушел в отставку вместе со всем кабинетом министров. По мнению экспертов, он мог возглавить министерство финансов, но занял одну из ключевых должностей — стал генеральным секретарем правительства Японии вместо нового лидера ЛДПЯ Синдзо Абэ, занявшего пост премьер-министра страны. Оставался он на этом посту до перестановок в кабинете министров, произошедших в августе 2007 года .
Сиодзаки женат, у него есть два сына.

## Награды
- Член ордена Британской империи (2022 год, Великобритания)[8].